# 林時機
林時機（1939年8月2日—），臺灣律師、學者、政治人物，曾任立法委員、第三屆監察委員。

## 生平
林時機1939年8月2日生於今雲林縣臺西鄉蚊港村，先後畢業於雲林縣臺西鄉崙豐國民學校、臺灣省立虎尾中學初中部、臺灣省立臺中師範學校、國立台灣大學法律學系、法律研究所。歷任雲林縣臺西鄉臺西國民學校教師、律師、輔仁大學法學院副教授、國民黨文化工作會副主任、中華日報社長暨發行人。曾代表中國國民黨在台灣省第四選區（雲嘉南）當選為第一屆第五次增額立法委員。
林時機的長子林郁容就讀台大醫科，2020年就任第6屆監察委員。次子林峯正就讀台大法律，曾任台灣人權促進會執行長、中央廣播電台董事長、現任不當黨產處理委員會主任委員，林時機的女兒林玫君是記者。2005年，司馬文武與林玫君秘密結婚，遭林時機反對。2005年9月，林玫君低調赴美國生下一女。